# توماس هيوز (سياسي أسترالي)
توماس هيوز (بالإنجليزية: Thomas Hughes)‏ هو سياسي أسترالي، ولد في 19 أبريل 1863، وتوفي في 15 أبريل 1930 في أستراليا. حزبياً، نشط في حزب التجارة الحرة. وقد انتخب عضو المجلس التشريعي نيو ساوث ويلز.